# Danionella
Danionella — рід крихітних коропоподібних рибок родини данієвих, максимальна стандартна (без хвостового плавця) довжина яких становить лише 1,7 см. Поширені в прісних водоймах М'янми та індійського штату Західний Бенгал.
Рід включає такі види:
- Danionella cerebrum  Britz, Conway & Rüber 2021
- Danionella dracula  Britz, Conway & Rüber 2009
- Danionella mirifica  Britz 2003
- Danionella priapus  Britz 2009
- Danionella translucida  Roberts 1986